# Ferula lehmannii
Ferula lehmannii är en flockblommig växtart som beskrevs av Boissieu. Ferula lehmannii ingår i släktet stinkflokesläktet, och familjen flockblommiga växter. Inga underarter finns listade i Catalogue of Life.